# Acanthonotozomella rauscherti
Acanthonotozomella rauscherti is een vlokreeftensoort uit de familie van de Acanthonotozomellidae. De wetenschappelijke naam van de soort is voor het eerst geldig gepubliceerd in 2001 door Coleman & Jäger.